# Пейдж О'Хара
Пейдж О'Хара (на английски: Paige O'Hara) е американска актриса, певица и художничка. О'Хара започва кариерата си като актриса от Бродуей през 1983 г., когато играе ролята на Ели Мей Чипли в мюзикъла Showboat. През 1991 г. тя дебютира в киното с филма Красавицата и Звяра на Дисни, в който озвучава главната героиня, Бел. След критичния и комерсиален успех на Красавицата и Звяра, О'Хара озвучава Бел и в двата последващи филма Красавицата и Звяра: Омагьосаната Коледа (1997) и Вълшебният свят на Бел (1998), както и появата на героинята в Ралф разбива интернета (2018).

## Биография
О'Хара е родена във Форт Лодърдейл, Флорида. Посещава гимназия Нова в Дейви и средното училище за изкуства Паркуей, също във Флорида. Тя участва в представления с Детския театър на Форт Лодърдейл.
Майка ѝ е от ирландски произход, а баща ѝ е роден в Ирландия в семейство от ирландски, британски, холандски и немски произход.
О'Хара започва да играе на четиригодишна възраст, посещавайки класове по актьорско майсторство в родния си щат Флорида. Едва на 12-годишна възраст проявява интерес към пеенето и се записва в училище за сценични изкуства. О'Хара споделя, че един от нейните идоли е американската актриса и певица Джуди Гарланд.
О'Хара се омъжва за актьора Майкъл Пионтек. Двамата се запознават през 1989 г., а през 1995 г. се женят. О'Хара се определя като католичка.

## Кариера

### Бродуей и други сцени
Първото участие на О'Хара на сцената на Бродуей е през 1983 г., изпълнявайки ролята на Ели Мей Чипли в мюзикъла Showboat, с участието на Доналд О'Конър. Тя повтаря ролята за постановката на Хюстън Гранд Опера през 1989 г. и продължава с тях, когато спектакълът е преместен в Кайровския оперен театър в Египет. На Бродуей участва в постановката The Mystery of Edwin Drood. През 1995 г. тя се присъединява към бродуейската продукция Клетниците, в която играе ролята на Фантин.
В международен план О'Хара изпълнява ролята на Нели Форбуш в South Pacific (Австралия).
През април 2011 г. О'Хара изиграва ролята на Джуди Гарланд в From Gumm to Garland: JUDY, The Musical в Темпи, Аризона.

### Красавицата и Звяраи други филми
Като дългогодишен фен на Уолт Дисни Пикчърс, на 30-годишна възраст О'Хара се явява на прослушване за Красавицата и Звяра, след като прочита за кастинга в Ню Йорк Таймс.
Озвучава принцеса Алета във втория сезон на The Legend of Prince Valiant.
През 2007 г. участва в игралния филм Омагьосана, изпълнявайки ролята на Анджела.
За работата си като Бел, на 19 август 2011 г. О'Хара е удостоена с наградата на Дисни Легенда на Дисни.
През 2011 г. О'Хара е заменена от Джули Натансън като озвучаваща актриса на Бел поради това, че гласът ѝ се е променил значително в продължение на двадесет години. Въпреки това тя продължава да рисува Бел за Дисни Файн Арт и да прави рекламни изяви за компанията. През 2016 г. О'Хара се появява на многобройни специални прожекции на Красавицата и Звяра по случай 25-годишнината на филма. През 2018 г. О'Хара озвучава Бел във филма Ралф разбива интернета.

## Филмография

### Филми
| Година | Заглавие                                             | Роля       |
| ------ | ---------------------------------------------------- | ---------- |
| 1991   | Красавицата и Звяра                                  | Бел        |
| 1997   | Красавицата и Звяра: Омагьосаната Коледа             | Бел        |
| 1998   | Вълшебният свят на Бел                               | Бел        |
| 1999   | Приказките за приятелството на Бел                   | Бел        |
| 2001   | Legend of the Candy Cane                             | Джейн Обри |
| 2001   | Вълшебната Коледа на Мики Празник в мишата къща      | Бел        |
| 2004   | Sing Along Songs: Disney Princess: Once Upon a Dream | Бел        |
| 2005   | Disney Princess Party: Volume Two                    | Бел        |
| 2007   | Омагьосана                                           | Анджела    |
| 2016   | Always Belle                                         | Себе си    |
| 2018   | Ралф разбива интернета                               | Бел        |

### Телевизия
| Година | Заглавие                                | Роля                      |
| ------ | --------------------------------------- | ------------------------- |
| 1993   | The Legend of Prince Valiant            | Принцеса Алета            |
| 1995   | The Twisted Tales of Felix the Cat      | Момиче (некредитирана)    |
| 1996   | Adventures from the Book of Virtues     | Принцеса / Джун Уошингтън |
| 2002   | Rapsittie Street Kids: Believe In Santa | Никол                     |

### Видео игри
| Година | Заглавие                                       | Роля |
| ------ | ---------------------------------------------- | ---- |
| 2000   | Disney's Beauty and the Beast Magical Ballroom | Бел  |
| 2005   | Kingdom Hearts II                              | Бел  |
| 2007   | Kingdom Hearts II: Final Mix+                  | Бел  |
| 2007   | Disney Princess: Magical Jewels                | Бел  |
| 2007   | Disney Princess: Enchanted Journey             | Бел  |

### Театър
| Година | Заглавие                   | Роля          |
| ------ | -------------------------- | ------------- |
| 1983   | Showboat                   | Ели Мей Чипли |
| 1985   | The Mystery of Edwin Drood | Алис / Едуин  |
| 1986   | Oklahoma!                  | Адо Ани       |
| 1995   | Клетниците                 | Фантин        |